# Aalborg Håndbold
Aalborg Handbal (Deens: Aalborg Håndbold) is een handbalclub uit het Deense Aalborg. Aalborg speelt in de Håndboldligaen. De thuiswedstrijden speelt Aalborg in de Gigantium.

## Erelijst
- Landskampioenschap van Denemarken:
  - 2009/10, 2012/13, 2016/17, 2018/19, 2019/20
- Bekerwinnaar:
  - 2017/18
- Supercup:
  - 2012, 2019, 2020